# プラーサート・ワット・プー

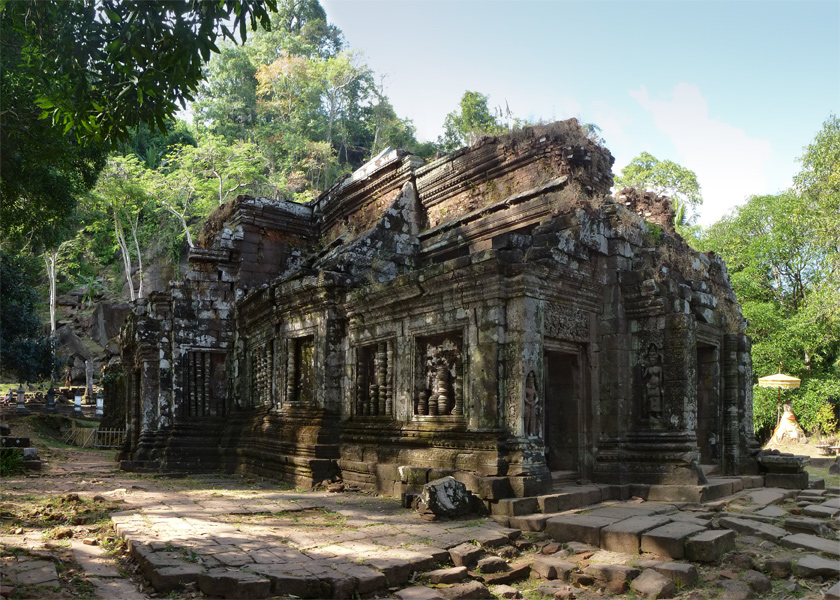
本堂

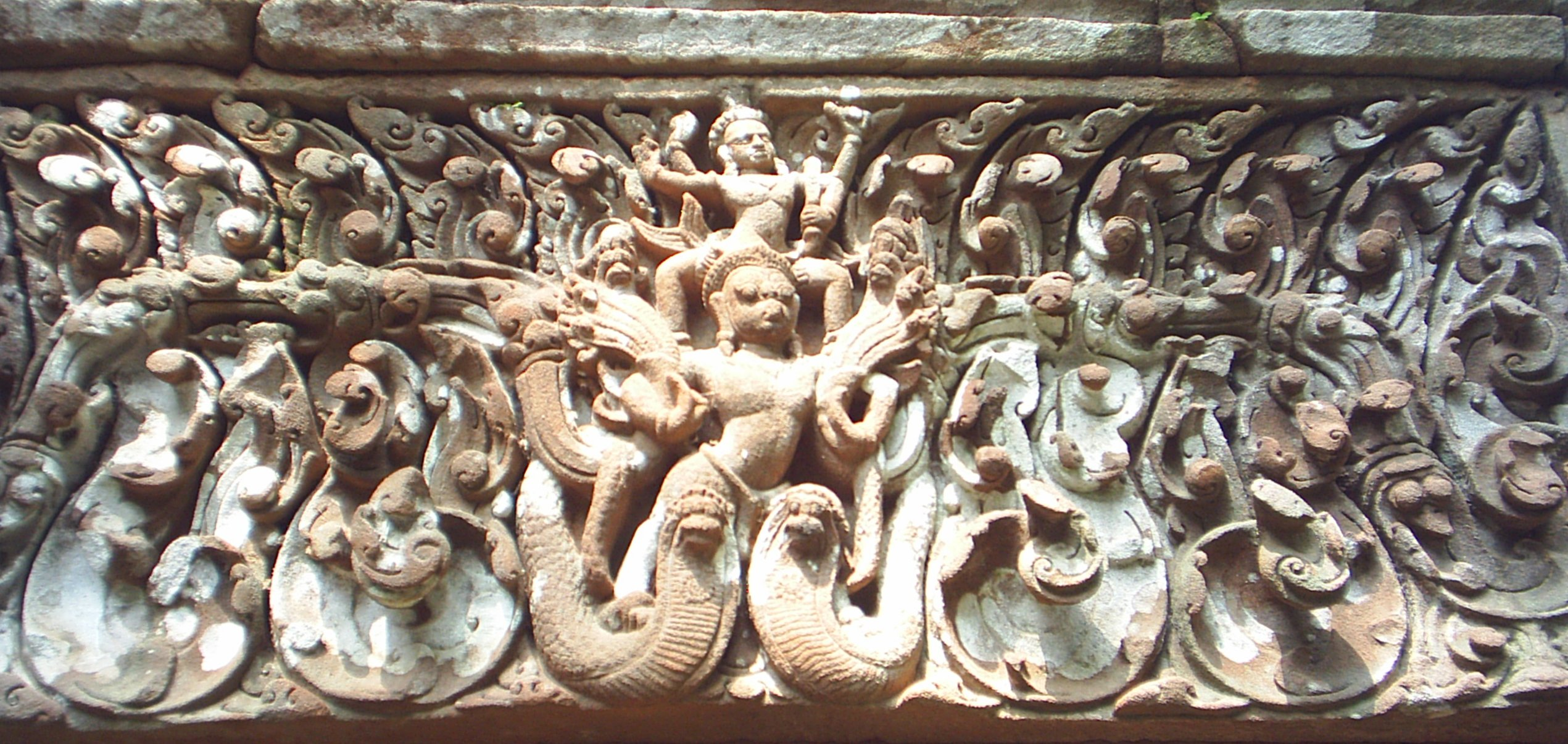
ヴィシュヌ

プラーサート・ワット・プー（英語：Vat Phou / Wat Phou、ラーオ語：ວັດພູ[wāt pʰúː]、プーは山の意）はラオス南部にあるクメール人により建てられたヒンドゥー寺院の遺跡群である。クメール人によりプラーサート（宮殿あるいは城）として建設されたが、ラーンサーン王国時代にラーオ族の勢力がここを占拠するに至って、この城が神聖視されたことで、新たにワット（寺）として位置づけられた。
チャンパーサック県内プー・カオ山のふもと、メコン川から6キロあまり離れたところに位置している。この地には5世紀頃にはすでに寺院が存在していたようであるが、現在残っている建物は11世紀から13世紀の間に建てられたものである。歩廊をたどっていくと本堂へと導かれる構造になっており、本堂ではシヴァに献納されたリンガが湧水に沈められている。このヒンドゥー寺院は後に上座部仏教の礼拝施設へと改修されて今日に至っている。

## 歴史

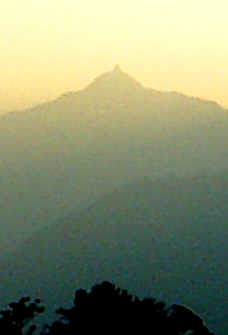
プー・カオ山。その山頂にリンガのシルエットを頂く。

ワット・プーはもともとシュレスタプラ（Shrestapura）という街に属していた。シュレスタプラは、かつてリンガパールヴァータ（Lingaparvata）と呼ばれていたプー・カオ山のすぐ東、メコン川沿いに広がっていた。5世紀の後半には街は王国の首都として機能していたようである。この王国に関しては真臘とチャンパ王国の双方を想起させる資料や碑文が残っており、このプー・カオ山に建てられた最初の建造物はこの時代に作られたものである。この山はその頂のリンガの形をした独特のシルエットから神聖視されるようになり、山それ自体はシヴァの家に、川は海あるいはガンジス川にたとえられるようになった。そして寺院のすぐ背後から湧き出る水は聖なるものと考えられるようになった。
遅くとも10世紀前半のヤショーヴァルマン1世の治世にはこの地は遥か南西に位置するアンコールを中心とするクメール王朝の一部だったようである。このクメール王朝時代にシュレスタプラの街は寺院の南側に位置する新しい街に取って変わられた。そして寺院は新しい建物へと置き換えられ、その際に建材は再利用された。現在みられる寺院は主に11世紀のコ・ケー、バプーオン時代に建てられたものである。王朝の支配する2世紀の間に、王朝内の他の寺院と同様、細かな改築が繰り返され、その後寺院は上座部仏教の施設へと改修される。王朝が滅ぶとワット・プーは仏教施設としてラーオ族に引き継がれた。そして現在でも毎年2月になると祭りが開かれている。以前に修復の済んでいた歩廊の境界標以外の建造物にも修復が施された。2001年、ユネスコの世界遺産（文化遺産・チャンパサック県の文化的景観にあるワット・プーと関連古代遺産群）に登録された。